# Quincy (Washington)
Pour les articles homonymes, voir Quincy.
Quincy est une ville américaine située dans le comté de Grant, dans l'État de Washington. Selon le recensement de 2020, sa population est de 7 543 habitants.